# Imperi

Ruta d'Alexandre el Gran durant les seves conquestes

Un imperi és un gran estat multiètnic o conjunt d'estats i territoris sotmesos a un emperador. Històricament, el naixement d'un imperi és conseqüència de fets militars on el regne més fort n'ha conquerit altres i els inclou creant una unió política més gran. Sovint aquests estats multiètnics s'uneixen sota una mateixa religió, com passà amb la Roma de Constantí I el Gran.
El terme modern prové del llatí imperium quan August fundà l'Imperi Romà el 31 aC. Tanmateix, el concepte polític efectiu d'allò què és un imperi va néixer alguns milers d'anys abans. Segons Krishan Kumar, els imperis han servit per dominar vastos territoris. El primer fou l'imperi accadi al sud de Mesopotàmia, succeït per l'imperi assiri al nord i l'imperi babilònic al sud. Aquests imperis van dominar la regió bressol de la civilització durant 1.500 anys i van llegar-nos la cultura urbana i l’escriptura. Després, i durant dos mil anys, hi va haver Egipte. Els següents van ser l'imperi persa, el d'Alexandre el Gran, l'Imperi Romà, l'Imperi Romà d'Orient amb capital a Constantinoble i, en paral·lel, l'imperi xinès (221 aC - 1912). Hi hauria també els de l’Amèrica precolombina o l'imperi Mongol (1526-1858). Tanmateix la colonització del nou mon, començà l’era del domini global d’Occident. En arribar la Segona Guerra Mundial, Europa controlava el 84% de les terres del món. Alguns imperis han sigut merament conqueridors, d'altres han sigut més civilitzadors. La majoria han estat monàrquics, però també n’hi ha hagut de republicans com la potència colonial dels Països Baixos. Després de 1960 ja no quedaven imperis colonials i els EUA i la Unió de Repúbliques Socialistes Soviètiques lliuraven una Guerra Freda en un escenari global.
Tanmateix no tots els estats amb territoris agregats són imperis o són governats per un emperador; ni tots els estats que s'autodenominen com a imperis han estat acceptats com a tals per altres estats contemporanis o historiadors (com l'Imperi Centreafricà i alguns regnes anglosaxons d'Anglaterra). També cal distingir entre els imperis terrestres formats únicament per territoris contigus, com l'Imperi austrohongarès o l'Imperi mongol; i els creats pel poder marítim, que inclouen territoris molt allunyats com l'Imperi cartaginès i l'Imperi britànic.
A banda de l'ús més formal, el mot imperi també pot emprar-se de forma col·loquial per a referir-se a una empresa comercial a gran escala, una organització política controlada per un sol individu (un cap polític) o un grup. El concepte d'imperi s'associa a altres conceptes com el colonialisme i la globalització per la creació i manteniment de relacions desiguals entre nacions tot i no tractar-se d'un estat dirigit per un emperador o emperadriu.
Finalment, els estudiosos distingeixen els imperis dels estats nació. En un imperi existeix una jerarquia on un grup de persones de la metròpoli té el comandament sobre altres grups i hi ha una jerarquia de drets i prestigi per a cada grup. Josep Colomer va distingir entre els imperis i els estats nació. En primer lloc, els imperis eren molt més grans que els estats. En segon lloc, els imperis no tenien fronteres fixes o permanents, mentre que un Estat sí que les tenia. En tercer lloc, els imperis tenien diversos grups i unitats territorials amb vincles asimètrics amb el centre mentre que un estat tenia "autoritat suprema sobre un territori i una població". I, en darrer terme, els imperis tenien jurisdiccions multinivell i superposades mentre que un estat busca el monopoli i la homogeneïtzació.
Alguns títols utilitzats pels caps d'imperis han estat cèsar (Roma), tsar (Rússia), emperador o kàiser.

## Característiques dels imperis
Molts imperis van ser el resultat d'una conquesta militar que incorpora els estats vençuts en una unió política, però l'hegemonia imperial es pot establir d'altres maneres. La Lliga de Delos, l'Imperi Romà i l'Imperi Britànic es van desenvolupar, almenys en part, sota patró electiu. L'Imperi del Brasil es va declarar imperi després de separar-se de l'Imperi portuguès el 1822. França ha passat dues vegades de ser anomenada República Francesa a ser anomenada Imperi Francès mentre retenia un imperi d'ultramar. 
Els europeus van començar a aplicar la designació d'"imperi" a les monarquies no europees, com l'Imperi Qing i l'Imperi Mogol o l'Imperi Maratha. Algunes monarquies s'hi van anomenar a si mateixes. Com a conseqüència, alguns monarques van assumir el títol d'"emperador" (o la seva corresponent traducció, Tsar, Kaiser, Shah, etc.) i van canviar el nom dels seus estats a "L'Imperi de ..." ja que els imperis eren vistos com un poder en expansió, administració, idees, creences i hàbits culturals imposats d'un lloc a un altre. Alguns imperis tendien a imposar la seva cultura als estats subjectes per enfortir l'estructura imperial; altres optaven per polítiques multiculturals i cosmopolites. Les cultures generades pels imperis podrien tenir efectes notables que van superar el propi imperi. La majoria dels imperis han estat hostils, especialment si promovien el nacionalisme. Stephen Howe, tot i ser hostil als imperis,  en va enumerar qualitats positives com l'estabilitat, la seguretat i l'ordre legal; que van tractar de minimitzar l'antagonisme ètnic i religiós i que les aristocràcies que les governaven eren sovint més cosmopolites i de mentalitat més oberta que no pas els seus possibles homòlegs nacionalistes. 
Hi ha dues maneres principals d'establir i mantenir una estructura política imperial: (i) com un imperi territorial de conquesta directa i control amb força o (ii) com un imperi coercitiu i hegemònic de conquesta indirecta i control amb poder. El primer mètode proporciona uns tributs més destacats i un control polític directe, però limita una expansió més gran perquè absorbeix les forces militars a les guarnicions fixes. En canvi, el segon mètode proporciona menys tributs i un control indirecte, però aprofita les forces militars per a una futura expansió. Els imperis territorials (per exemple, l'Imperi macedoni i l'Imperi Romà d'Orient) tendeixen a ser espais contigus. El terme, de vegades, s'ha aplicat a les repúbliques marítimes o talassocràcies (per exemple, els imperis atenencs i britànics) amb estructures més autònomez i territoris més dispersos, sovint consistent en moltes illes i altres formes de possessions que requerien la creació i el manteniment d'una marina poderosa. Imperis com el Sacre Imperi Romanogermànic també es van unificar amb la tria d'un emperador entre els regnes membres.

## Història de l'imperialisme

### Primers imperis

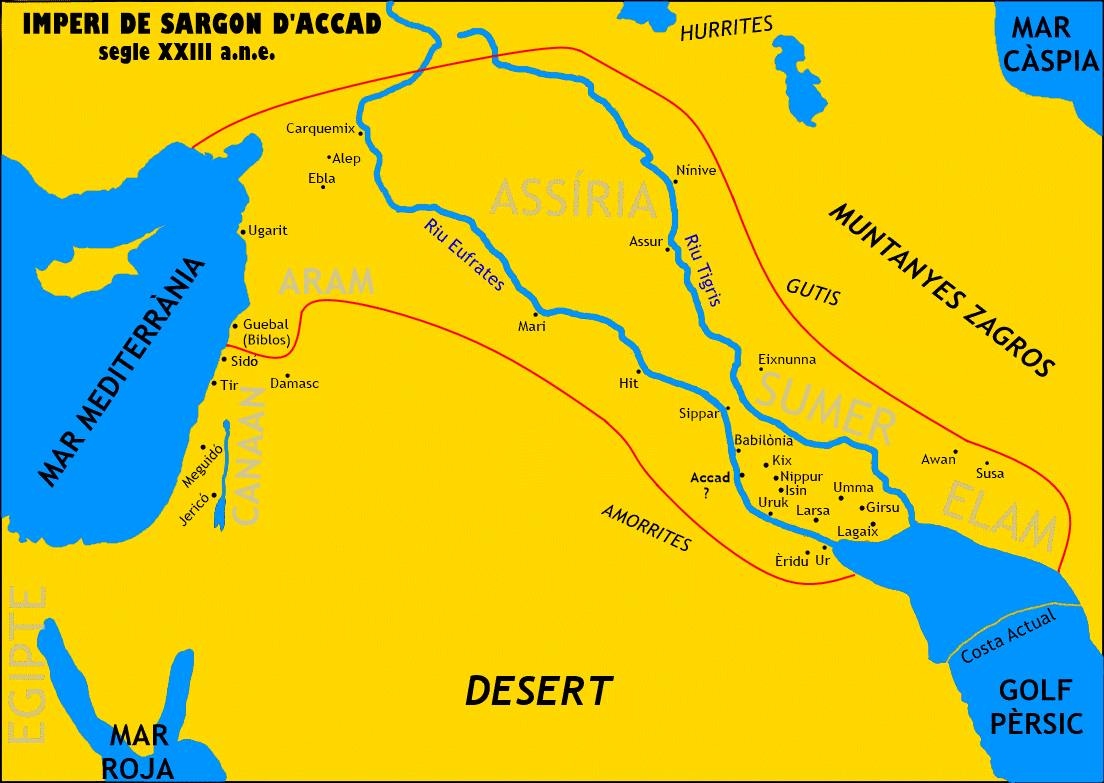
Imperi Accadi, màxima extensió de l'imperi amb Sargon d'Accad.

Stephen Howe afirma que, amb l'excepció dels romans, xinesos i potser els antics estats egipcis, els primers imperis rarament van sobreviure a la mort del seu fundador i, en general, van tenir poc impacte en la vida quotidiana dels seus súbdits.   Fins i tot, alguns imperis, com el neobabilònic o el de Lídia, van ser conquerits per un altre més gran. El patró històric no era un simple cicle d'ascens i de caiguda; més aviat, com va dir Raoul Naroll, era una "pulsació expansiva".
Les conquestes imperials van causar molts morts, ja que molts pobles sotmesos van lluitar fins a la mort per evitar-ho o alliberar-se'n. L'impacte dels imperis sobre els súbdits podria haver estat "feble" en aquells que van sobreviure a la conquesta i al govern imperial, però no es pot preguntar als habitants de Cartago i Masada, per exemple, quin impacte va tindre en les seves vides, ja que les fonts imperials tendeixen a ignorar o reduir la resistència dels estats sotmesos. Però en una font primària com en els llibres profètics hebreus hom pot copsar l'odi cap als governants. També l'escriptor clàssic i partidari de l'imperi romà Pau Orosi preferia explícitament evitar els punts de vista de les poblacions sotmeses. I un poeta hispanoromà clàssic, en Marc Anneu Lucà, va confessar que les paraules no podien expressar l'amargor pel fet que eren odiats pels pobles sotmesos.
El primer imperi conegut va aparèixer al sud d'Egipte en algun moment al voltant del 3.200 aC.  L'Imperi Accadi, establert per Sargon d'Accad (segle XXII aC), va ser un imperi primerenc de Mesopotàmia que es va estendre per Anatòlia, el Llevant i l'Iran antic. Aquest assoliment imperial va ser repetit per Xamxi-Adad I d'Assíria i Hammurabi de Babilònia en els segles XIX i XVIII aC. Al segle XV aC, l'Imperi Nou d'Egipte, governat per Tuthmosis III, fou la força principal de l'Àfrica antiga ja que va incorporar Núbia i les antigues ciutats-estats del Llevant (Orient Pròxim).
Cap el 1.500 aC, a Xina, va pujar al tron la dinastia Shang i vers el 1.100 aC. el regne va ser succeït per la dinastia Zhou. Tots dos igualaven o superaven en territori els seus imperis contemporanis de l'Orient Pròxim com el del període assiri mitjà, l'Imperi hitita, l'Imperi Nou d'Egipte i el Mitanni i el d'Elam. L'Imperi Zhou es va dissoldre el 770 aC en un sistema multiestatal feudal que va durar cinc segles i mig fins a la dinastia Qin el 221 aC. El primer imperi comparable al de Roma va ser l'Imperi Neoassiri (916–612 aC) que fou derrotat en el segle VI aC. 

### Període clàssic

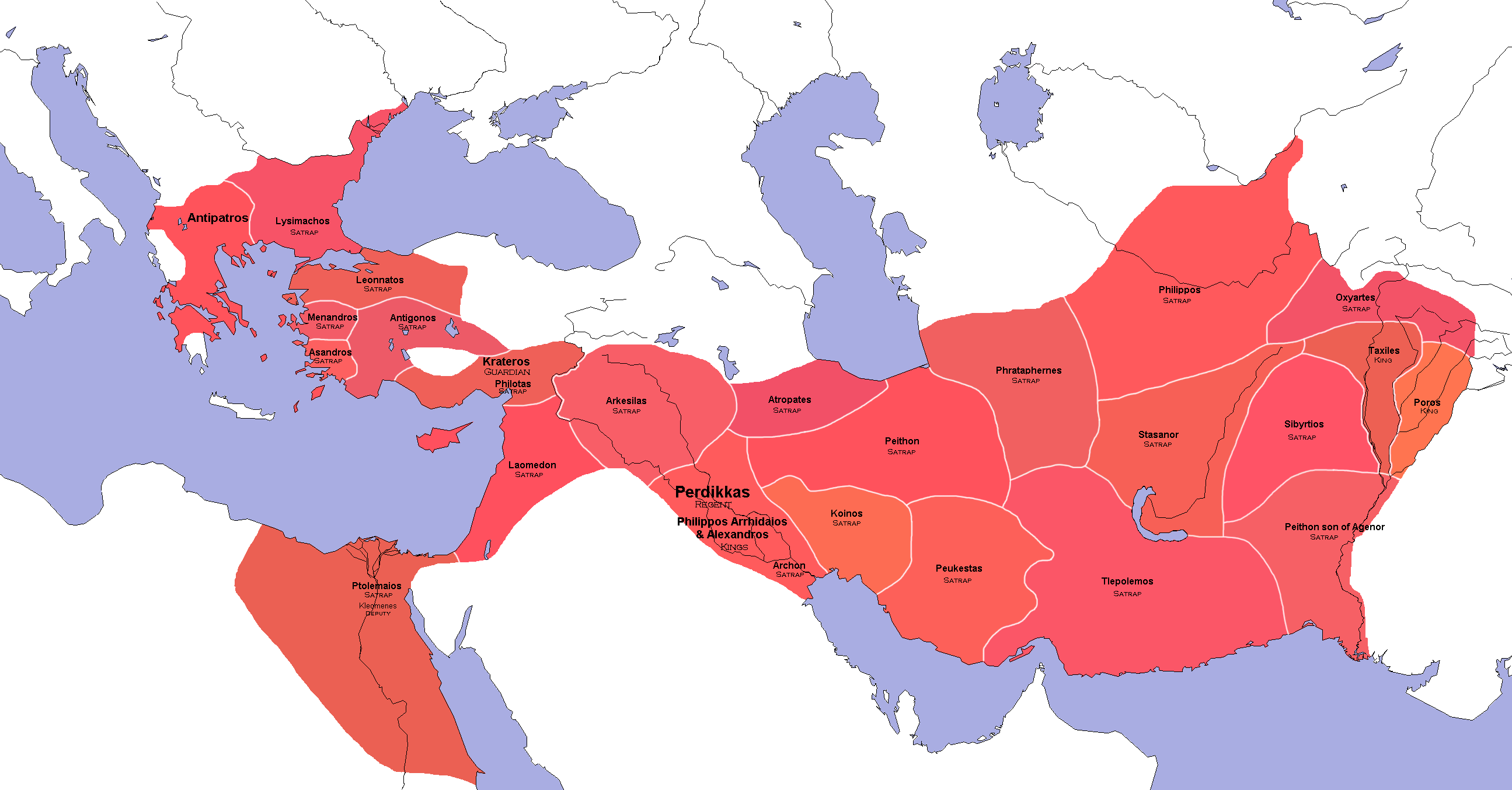
El primer repartiment de l'Imperi a la mort d'Alexandre el Gran

Segons Karl Jaspers, durant l'era axial (mitjans del primer mil·lenni aC) hi va haver una expansió imperial sense precedents a la regió mediterrània, l'oceà Índic i la Xina. L'exitós i extens Imperi Aquemènida (550-330 aC), també conegut com el primer Imperi Persa, va cobrir Mesopotàmia, Egipte, parts de Grècia, Tràcia, Orient Mitjà, gran part d'Àsia Central, i l'Índia del nord-oest. És considerat el primer gran imperi de la història o el primer "imperi mundial".
Aquest imperi, va ser enderrocat i reemplaçat per l'efímer d'Alexandre el Gran, rei de Macedònia. Amb la mort d'Alexandre el Gran, el 10 de juny del 323 aC, hi havia un vast imperi format per molts territoris poc cohesionats que operaven amb un alt grau d'independència. L'imperi d'Alexandre s'estenien des de la mateixa Macedònia i les polis gregues que el seu pare havia sotmès, fins a Bàctria i regions de l'Índia a l'est, passant per Anatòlia, el Xam, Egipte, Babilònia i Pèrsia. L'imperi es va dividir en els Diàdocs, l'Imperi Selèucida, la dinastia ptolemaica a Egipte i els macedonis. Tot i ser territoris independents s'anomenaren "Imperi Hel·lenístic" en virtut de les seves similituds en cultura i administració.
Mentrestant, a la Mediterrània occidental, Cartago i Roma es disputaven l'hegemonia. Finalment, Roma va derrotar Cartago d'una forma contundent l'any 202 aC, Macedònia l'any 200 aC i els selèucides el 190 aC-189 aC. Mentrestant, l'Imperi Selèucida es va separar i la seva part oriental va ser absorbida per l'Imperi Part. El 30 aC, Roma va annexar-se l'Egipte ptolemaic.
A l'Índia va aparèixer l'Imperi Màuria (322-185 aC), un imperi geogràficament extens i poderós. Va ser un gran imperi polític i militar de l'antiga Índia creat per Chandragupta Maurya. Tenia la seva capital a la ciutat de Pataliputra, a prop de l'actual Patna. Fou l'imperi més gran que ha dominat el subcontinent indi fins a l'arribada dels britànics. L'imperi va ser fundat el 322 aC per Chandragupta Maurya a través de l'ajuda de Chanakya, [1] que ràpidament va expandir el seu poder cap a l'oest a través de l'Índia central i occidental, aprofitant les interrupcions dels poders locals després de la retirada d'Alexandre el Gran. El 320 aC, l'Imperi Maurya havia ocupat completament el nord-oest de l'Índia, així com derrotar i conquerir els sàtrapes deixats per Alexandre. Sota el tercer emperador Aixoka el Gran, l'Imperi Maurya es va convertir en el primer a conquerir tota la península índia. Durant el regnat d'Aixoka, el budisme es va estendre fins a convertir-se en la religió dominant en moltes parts de l'antiga Índia.
L'any 221 aC, la Xina es va convertir en un imperi quan l'Estat de Qin va acabar amb el caòtic període dels Regnes Combatents mitjançant la conquesta dels altres sis estats. El nou sobirà va adoptar el nou títol d'Emperador de la Xina ((皇帝)). L'imperi Qin és conegut per la construcció de la Gran Muralla Xinesa i l'exèrcit de guerrers de terracota, així com per l'estandardització de moneda, pesos, mesures i sistema d'escriptura. Va establir les bases per a la primera edat d'or de la Xina, la dinastia Han (202 aC- 9, dC 25-220). L'Imperi Han es va expandir a l'Àsia Central i va establir comerç a través de la Ruta de la Seda. El confucianisme va ser, per primera vegada, adoptat com a ideologia oficial de l'estat. Durant el regnat de l'emperador Wu de Han els xiongnu van ser pacificats.
En resum, en aquesta època, només quatre imperis s'estenien entre el Pacífic i l'Atlàntic: l'Imperi Han de la Xina, l'Imperi Kuixan a l'Índia, l'Imperi Part de Pèrsia i l'Imperi Romà al voltant de la mar mediterrània. L'any 220 l'imperi Han va col·lapsar i es va fragmentar en els Tres Regnes. Només la dinastia Jin (265-420) abans de la nostra era va reunificar el regnes. Amb tot, la relativa debilitat de l'Imperi Jin va sumir a la Xina en la desunió política NO fou fins la dinastia Sui (581-618), en xinès:隋朝 Suí cháo, que van unificar novament la Xina al segle vi.

#### L'Imperi Romà

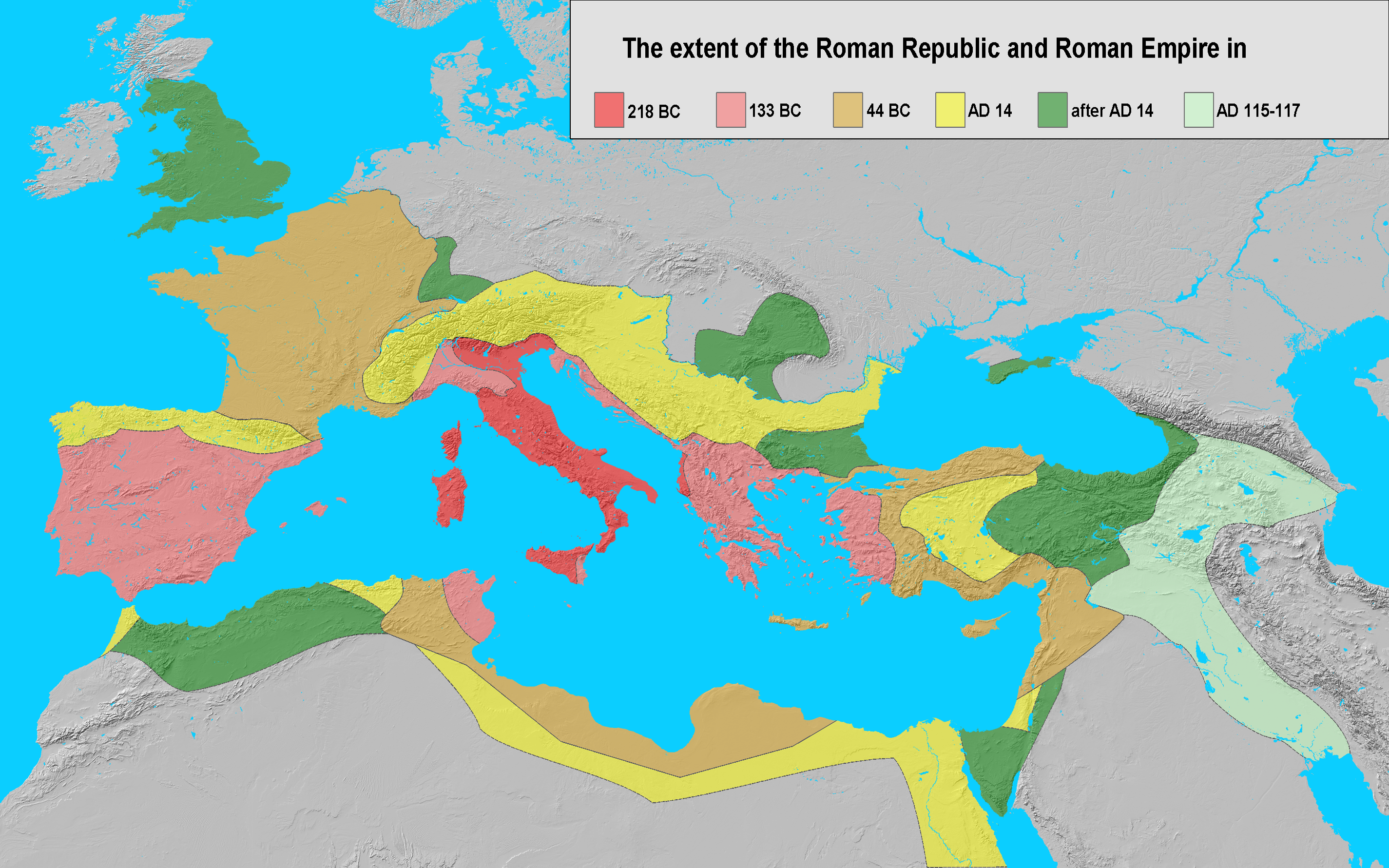
Expansió de l'Imperi Romà el 218 aC (vermell), 89 aC (rosa), 44 aC (taronja), 14 d.C. (groc), i 117 dC (verd).

L'Imperi Romà  va ser el successor de la República Romana, va controlar el món mediterrani i bona part de l'Europa occidental a partir del segle i sota un sistema esclavista. L'últim emperador de la part occidental de l'imperi va ser deposat el 480 dC. L'imperi oriental perduraria diversos segles més sota el nom d'Imperi Romà d'Orient, fins que el 1453 Constantinoble va caure sota l'Imperi Otomà.
Van ser l'imperi occidental més extens fins al període modern i van deixar un impacte durador en la societat europea. Moltes llengües, valors culturals, institucions religioses, divisions polítiques, centres urbans i sistemes legals tenen els seus orígens amb l'Imperi Romà. L'Imperi Romà.

### Període postclàssic
Durant l'era postclàssica, a l'Àsia occidental, l'Imperi Persa denotava els estats imperials iranians establerts en diferents períodes històrics de Pèrsia preislàmica i postislàmica. A l'est d'Àsia, diversos imperis xinesos (o dinasties) dominaren el paisatges polític, econòmic i cultural; el més poderós dels quals fou probablement la dinastia Tang (618-690, 705-907). Altres imperis xinesos influents durant el període postclàssic són la dinastia Sui (581-618), la dinastia Liao, la dinastia Song, l'Imperi Tangut (1038-1227), la dinastia Jin (1115-1234), l'Imperi Karakitai (1124-1218), la dinastia Yuan (1271-1368), i la dinastia Ming (1368-1644). Durant aquest període, el Japó i Corea es van sotmetre a una sinització voluntària. Lees dinasties Sui, Tang i Song tenien l'economia i els avenços  tecnològics més avançants del seu temps; de fet, la dinastia Yuan era el novè imperi més gran del món per superfície total; mentre que el Gran Imperi Ming és famós per les set expedicions marítimes dirigides per Zheng He.
A Àfrica, el sultanat d'Ajuuraan va ser un imperi somali en l'època medieval que va dominar el comerç de l'Oceà Índic. Pertanyien al sultanat musulmà somali que va governar gran part del Banya d'Àfrica a la Edat Mitjana.
Al segle VII, el sud-est asiàtic va ser testimoni de l'ascens d'una talassocràcia budista, l'Imperi Srivijaya, que va prosperar durant 600 anys. Srivijaya va ser un centre important per a l'expansió del budisme. Srivijaya va ser el primer regne unificat que va dominar gran part del sud-est asiàtic marítim. Aquest imperi va desenvolupar una tecnologia complexa utilitzant recursos marítims. A més, la seva economia va anar depenent progressivament de l'auge comercial de la regió, transformant-la així en una economia basada en béns de prestigi.
L'Imperi Romà d'Orient va ser la part oriental de l'Imperi Romà, amb capital a Constantinoble (actualment Istanbul i antigament Bizanci), que després de la caiguda de l'Imperi Romà d'Occident el 476 assumí la jurisdicció sobre la totalitat de l'imperi i es mantingué durant un mil·lenni fins a la seva conquesta pels otomans el 1453. Fou la major potència econòmica, cultural i militar d'Europa durant gran part de la seva existència. Les seves fronteres van vairar al llarg dels segles. Va assolir la seva màxima extensió durant el regnat de Justinià I (r. 527-565), quan reconquerí gran part de la costa mediterrània occidental, incloent-hi el nord d'Àfrica, Itàlia i la ciutat de Roma, que restà sota el seu control durant uns altres dos segles.

Desenvolupament de les fronteres de l'Imperi Mongol des que és fundat per Genguis Kan l'any 1206 fins al 1294, quan es divideix en quatre kanats.

Al segle XIII, Genguis Kan va expandir l'Imperi mongol. Va ser l'imperi contigu més extens, és a dir, el que més superfície seguida ha controlat al llarg de la història. Gairebé la meitat de la població mundial de l'època estava sota el domini mongol. Contenia els països des de la Mediterrània fins al Pacífic, des d'Europa central fins al sud-est asiàtic. Pel nord, manava sobre totes les terres habitades excepte racons de Sibèria i al sud només l'Índia quedava fora del seu abast. L'actual Mongòlia ocupa una part molt petita de l'imperi. Amb tot, en dues generacions, l'imperi es va separar en quatre kanats sota el poder dels nets de Genguis Kan. Un d'ells, Kublai Kan, va conquerir la Xina i hi va establir la dinastia Yuan amb la capital imperial a Pequín.

### Edat Moderna
Amb l'inici de l'edat moderna, a començaments del segle xv, els portuguesos, dirigits des de l'escola de navegació de Sagres, van intentar arrabassar el monopoli comercial  als àrabs. El seu projecte era fer la volta a l'Àfrica i portar directament productes orientals sense intermediaris. De Sagres sortien cada any els combois de vaixells que anaven costejant Àfrica i hi deixaven factories que servirien per anar més lluny l'any següent. El 1487 Bartolomé Dias va assolir el cap de les Tempestes, posteriorment rebatejat amb el nom de Bona Esperança, ja que, després de gairebé un segle de navegar en direcció sud, la costa marcava una nova direcció cap al nord-est. Finalment, Vasco de Gama va arribar a l'Índia l'any 1497. L'Imperi Portuguès es va formar, doncs, durant l'era dels descobriments, quan va ocupar un lloc predominant conjuntament amb l'Imperi Espanyol. Va ser una de les potències més poderoses de l'època. Les primeres colònies portugueses es van establir primer a l'Índia i sud africà. Aquest imperi, sobretot durant els seus inicis, s'estructurava en les ciutats pròpiament portugueses (Goa, per exemple), les factories, o construccions en ciutats no portugueses realitzades exclusivament per al comerç (Chittagong, per exemple), les bases, o zones d'intercanvi directe (ciutats no portugueses sense edificis que realitzaven el mercat des de les mateixes càrregues del vaixell). Portugal va acabar sent el segon Estat a realitzar una colonització similar a la de la corona castellana, a la regió del Brasil.
Per altra banda, la Corona de Castella va patrocinar el navegant Cristòfor Colom. Aquests el 12 d'octubre de 1492 va arribar a un nou continent mentre cercava la manera de trobar una nova ruta cap a la Xina i a l'Índia. El descobriment de grans mines d'or va afavorir la conquesta de les civilitzacions asteca i inca a Nord i Sud-amèrica, per part dels castellans, seguida d'una colonització, principalment al que avui és Mèxic, el Carib i el nord de Sud-amèrica.
Per una altra banda, França i Anglaterra farien una colonització semblant molt de temps després al Nord d'Amèrica i al Carib. L'Imperi Britànic va prendre forma a principis del segle xvii amb les 13 colònies d'Amèrica del Nord, origen dels Estats Units, així com de les províncies marítimes del Canadà. També es va produir la colonització de petites illes al mar Carib com Jamaica i Barbados. Les colònies productores de sucre del Carib van ser les més lucratives per a la Gran Bretanya; mentre que les colònies americanes produïen tabac, cotó, i arròs al sud i material naval i pells d'animals al nord. L'imperi britànic a Amèrica es va expandir poc a poc mitjançant guerres i l'establiment de colònies com Nova Amsterdam, posteriorment anomenada Nova York, després de les guerres anglo-neerlandeses. i durant la Guerra dels Set Anys, els britànics van vèncer als francesos i l'any 1760 es van quedar amb Nova França; tot plegat, va convertir la Gran Bretanya en propietària de gairebé tota Amèrica del Nord.

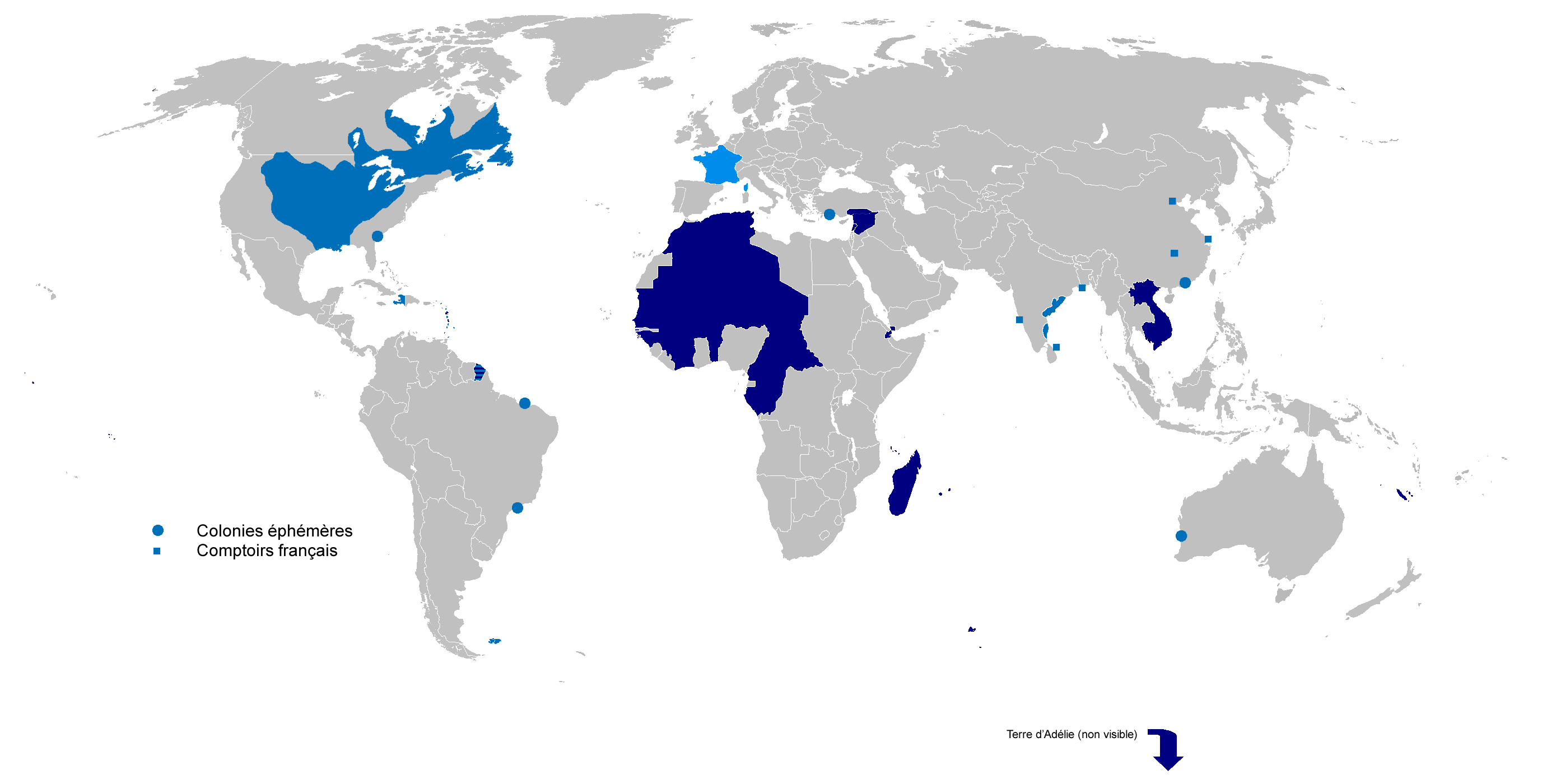
Les àrees en color blau indiquen els territoris que en un moment o altre han format part de l'Imperi Colonial Francès.

Pel que fa a França va tenir possessions colonials des de començaments del segle xvii fins als anys 1960. Al punt més alt, entre 1919 i 1939, el segon imperi colonial francès s'estenia per més de 13.500.000 km² de terra. Si s'hi inclou la metròpoli va representar el 10.0% de la superfície terrestre.

## Imperis més importants
Entre els diferents imperis de la història hi ha:
- Imperis americans (precolombins):
  - Imperi Asteca
  - Imperi Inca
- Imperis africans:
  - Imperi abissini
  - Imperi del Congo
- Imperis asiàtics:
  - Imperi accadi
  - Imperi àrab-musulmà
  - Imperi gupta
  - Imperi japonès
  - Imperi mogol
  - Imperi Mongol
  - Imperi meda
  - Imperi Otomà
  - Imperi Persa
  - Imperi safàvida
  - Imperi xinès
- Imperis europeus:
  - Imperi alemany
  - Imperi Austrohongarès
  - Imperi Romà d'Orient
  - Imperi Britànic
  - Imperi Espanyol
  - Primer Imperi Francès
  - Imperi italià
  - Imperi Portuguès
  - Imperi Romà
  - Imperi Rus
  - Sacre Imperi Romanogermànic
  - Imperi suec